# Busnago
Busnago là một đô thị ở tỉnh Monza và Brianza thuộc vùng Lombardia của Italia, khoảng 30 km về phía đông bắc của Milano. Đến thời điểm 31 tháng 12 năm 2004, dân số đô thị này là 4.955 người, diện tích là 5,9 km².
Busnago giáp các đô thị: Cornate d'Adda, Mezzago, Trezzo sull'Adda, Bellusco, Roncello, Grezzago, Trezzano Rosa.